# Sara Forbes Bonetta
 Sara Forbes Bonetta, nếu không gọi đầy đủ là Sarah (1843 - 15 tháng 8 năm 1880), là một công chúa Egbado Tây Phi thuộc dòng dõi Yoruba, mồ côi trong chiến tranh giữa các quốc gia, bị bán làm nô lệ và, trong một sự kiện đáng chú ý, đã được giải phóng khỏi nô lệ và trở thành con gái đỡ đầu của Victoria của Anh. Bà đã kết hôn với Đại úy James Pinson Labulo Davies, một giàu Victoria Lagos từ thiện.

## Đầu đời

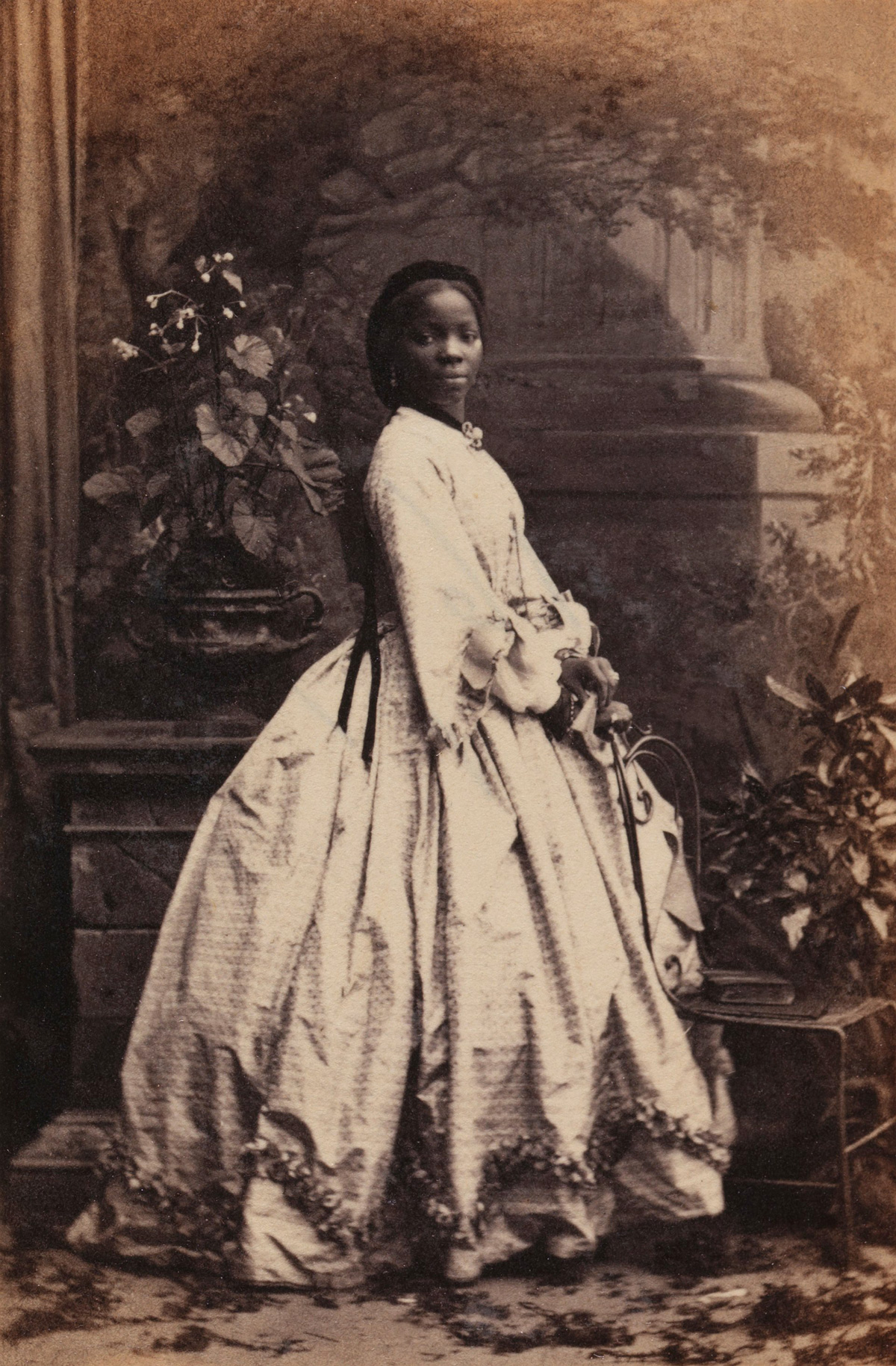
Sara Forbes Bonetta của Camille Silvy

Ban đầu tên là Omoba Aina, bà sinh năm 1843 tại Oke-Odan, một ngôi làng của Egbado. Năm 1848, Oke-Odan bị một đội quân Dahomeyan đột kích; Cha mẹ của Aina đã chết trong cuộc tấn công và bà sau đó trở thành một nô lệ tại tòa án của Vua Ghezo khi mới 5 tuổi. Dự định những kẻ bắt giữ bà sẽ trở thành vật hiến tế của con người, bà được thuyền trưởng Frederick E. Forbes của Hải quân Hoàng gia giải cứu, người đã thuyết phục vua Ghezo của Dahomey trao bà cho Victoria của Anh;
Forbes đổi tên bà là Sara Forbes Bonetta, Bonetta theo tên con tàu HMS Bonetta. Năm 1850, bà gặp nữ hoàng, người bị ấn tượng bởi trí thông minh đặc biệt của công chúa trẻ, và có cô gái, người mà bà gọi là Sally, được nuôi dưỡng như con gái đỡ đầu của bà trong tầng lớp trung lưu Anh. Năm 1851, Sara bị ho mãn tính, được cho là do khí hậu của Vương quốc Anh. Những người bảo vệ của bà đã gửi cô đến trường ở Châu Phi vào tháng 5 năm đó, khi bà tám tuổi, và bà trở về Anh vào năm 1855, khi bà 12 tuổi. Vào tháng 1 năm 1862, bà được mời đến và tham dự đám cưới của con gái Victoria của Anh, Vương nữ Alice.

## Hôn nhân và con cái

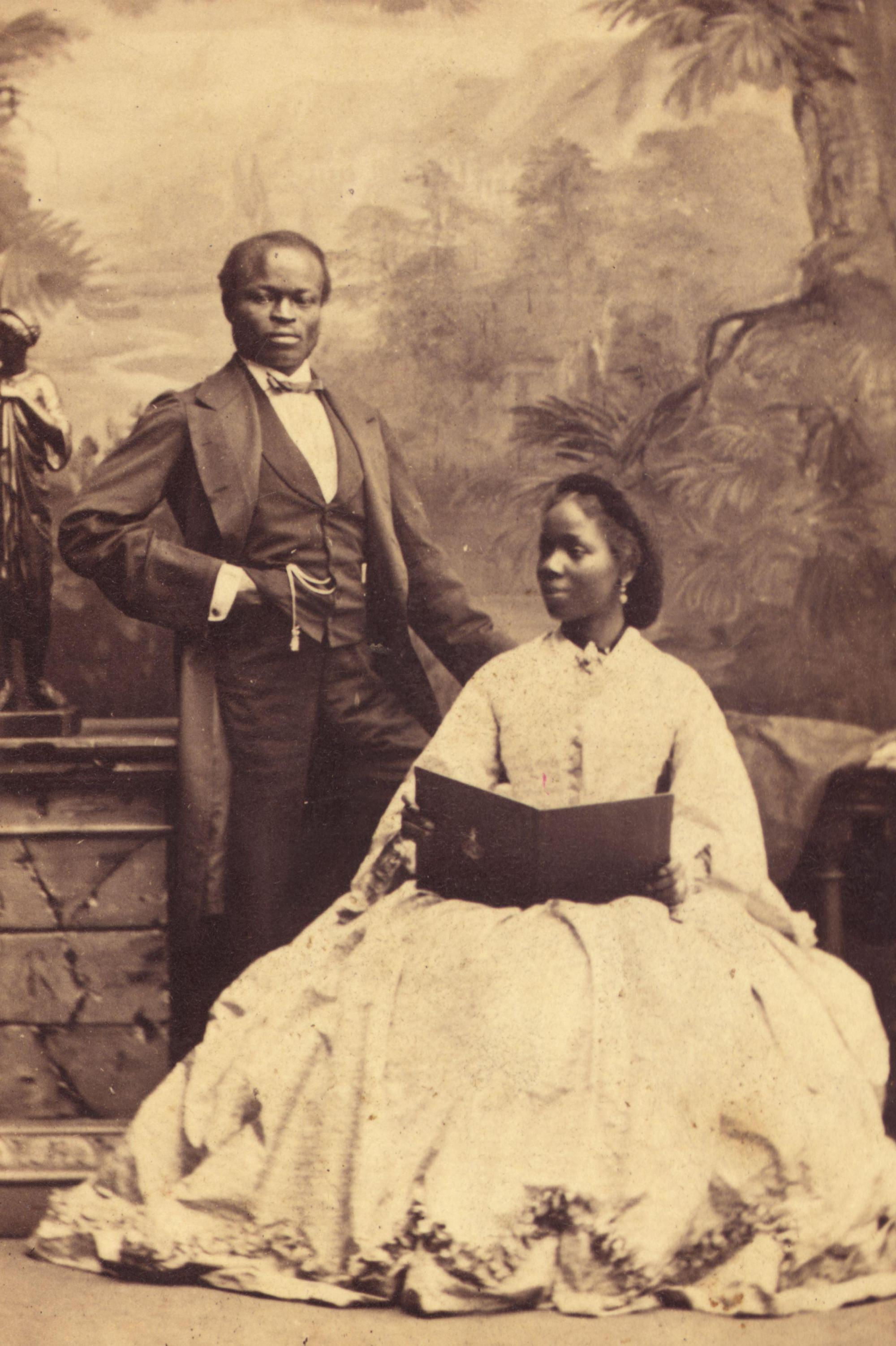
Một bức chân dung của James Pinson Labulo Davies và Sara Forbes Bonetta, được chụp tại London vào năm 1862 bởi Camille Silvy

Sau đó, bà được Nữ hoàng cho phép kết hôn với Đại úy James Pinson Labulo Davies tại Nhà thờ St Nicholas ở Brighton, East Sussex, vào tháng 8 năm 1862, sau một thời gian chuẩn bị ở thị trấn để chuẩn bị cho đám cưới. Trong thời gian tiếp theo ở Brighton, bà sống ở 17 Clifton Hill trong khu vực Chipselier.
Thuyền trưởng Davies là một doanh nhân Yoruba có khối tài sản đáng kể, và sau đám cưới, cặp đôi trở về châu Phi, nơi họ có ba đứa con: Victoria Davies (1863), Arthur Davies (1871) và Stella Davies (1873). Sara Forbes Bonetta tiếp tục tận hưởng mối quan hệ thân thiết với Victoria của Anh đến mức bà và Giám mục Samuel Ajayi Crowther là người duy nhất ở Ấn Độ mà Hải quân Hoàng gia đã có lệnh di tản trong trường hợp xảy ra cuộc nổi dậy ở Lagos. Victoria Matilda Davies cũng là con gái đỡ đầu của Victoria của Anh. Bà kết hôn với bác sĩ thành công ở thành phố John John Randle. Nhiều hậu duệ của bà (và con gái của bà) hiện đang sống ở Anh hoặc Sierra Leone, trong khi một chi nhánh riêng, gia đình quý tộc Randle ở Lagos, vẫn nổi bật ở Nigeria đương đại.

## Cái chết và di sản

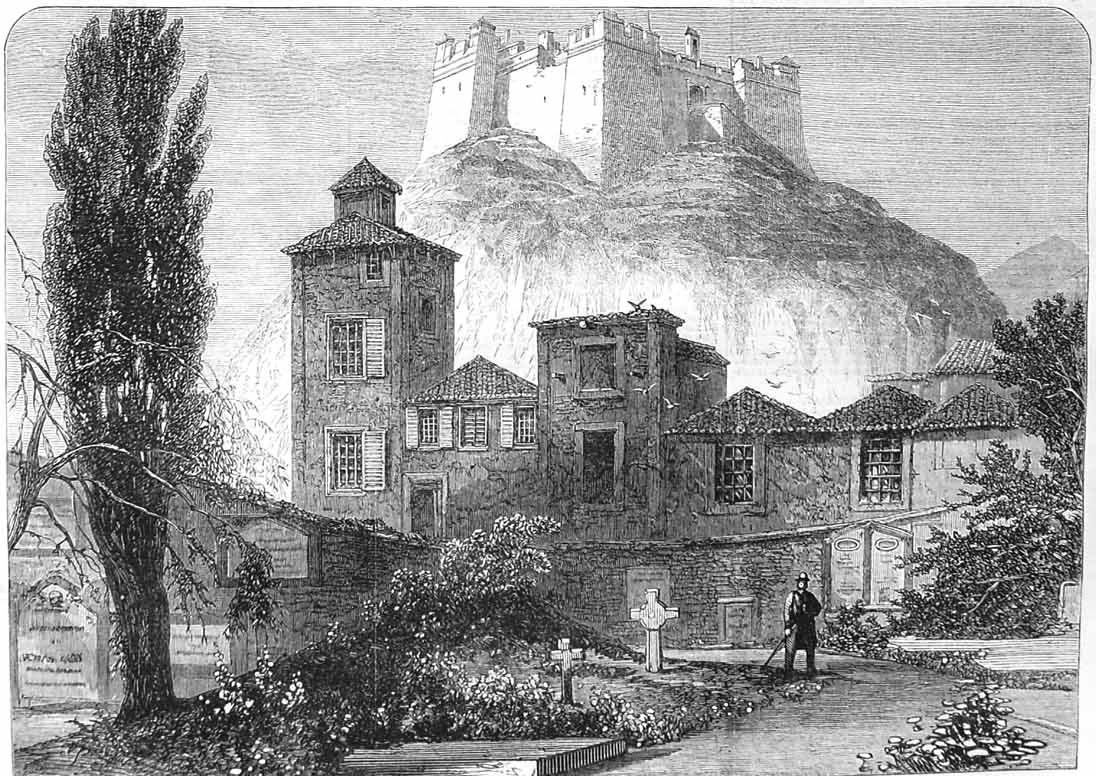
Nghĩa trang tiếng Anh ở Funchal, Madeira

Sara Forbes Bonetta chết vì bệnh lao vào ngày 15 tháng 8 năm 1880  tại thành phố Funchal, thủ đô của đảo Madeira, một hòn đảo của Bồ Đào Nha nằm trong lòng đại dương Đại Tây Dương.
Chồng bà, Đại úy Davies, đã dựng lên một tượng đài bằng đá granit cao hơn 8 feet để tưởng nhớ Sara Forbes Bonetta tại Ijon ở Western Lagos, nơi ông đã bắt đầu một trang trại ca cao. Dòng chữ trên obelisk ghi:
IN MEMORY OF PRINCESS SARAH FORBES BONETTA
WIFE OF THE HON J.P.L. DAVIES WHO DEPARTED THIS LIFE AT MADEIRA AUGUST 15TH 1880

AGED 37 YEARS
 Ngôi mộ của Sara là số 206 trong Nghĩa trang Funchal của Anh gần Nhà thờ Thiên chúa giáo Anh giáo, Rua Quebra Costas Funchal, Madeira. Hiện tại không có bia mộ.
Sara được Zaris-Angel Hator miêu tả trong bộ phim truyền hình 2017 của Victoria.